# Конгсёйа
Конгсёйа (норв. Kongsøya) —  один из необитаемых островов архипелага Шпицберген, принадлежащего Норвегии.

## География
Расположен примерно в 260 км северо-восточнее Лонгйира и приблизительно в 80 км южнее Северо-Восточной Земли. 
Является самым крупным из группы островов, относящихся к Земле короля Карла. Площадь составляет 191 км². Максимальная высота над уровнем моря составляет ок. 320 м.
Растительный мир острова беден.

## Значение
Остров Конгсёйа, наряду с островом Врангеля (Россия) и мысом Черчилля (Канада), является для белого медведя ключевым местом обитания мирового масштаба.
Ныне является природным заповедником.